# Force Clé
L'alliance Force Clé est une formation politique issue d'une fusion du parti Mouvement pour une alternative du peuple (MAP) et d'autres structures et mouvements politiques du Bénin.
L'alliance Force Clé ou Force Clé est dirigée actuellement par Lazare Sehoueto. Cette alliance compte quatre députés à l'Assemblée nationale du Bénin, élus lors des élections législatives de 2007 : Lazare Sehoueto, Éric Louis Houndete, Désiré Vodonou et Judes Lodjou.